# فرودگاه تینسون پن
فرودگاه تینسون پن (به انگلیسی: Tinson Pen Aerodrome) یک فرودگاه همگانی با کد یاتا KTP است که یک باند فرود آسفالت دارد. این فرودگاه در شهر کینگستون کشور جامائیکا قرار دارد .